# Aegus eschscholtzii
Aegus eschscholtzii es una especie de coleóptero de la familia Lucanidae. La especie fue descrita científicamente por Frederick William Hope y John Obadiah Westwood en 1845.

## Subespecies
- Aegus eschscholtzii abei Ishikawa y Imanishi, 1976
- Aegus eschscholtzii eschscholtzii (Hope y Westwood, 1845)

= Lucanus eschscholtzii Hope y Westwood, 1845
= Aegus eschscholtzii chewi Schenk, 2004
- Aegus eschscholtzii formosae Bates, 1866

= Aegus eschscholtzii labilis Möllenkamp, 1912
- Aegus eschscholtzii fujitai Ishikawa y Imanishi, 1976
- Aegus eschscholtzii ishigakiensis Nomura, 1960
- Aegus eschscholtzii laevicolle Saunders, 1854

= Aegus eschscholtzii labilis Westwood, 1864
= Aegus eschscholtzii laevicollis Saunders, 1854
= Aegus eschscholtzii punctiger Saunders, 1854
- Aegus eschscholtzii linealis Didier, 1928
- Aegus eschscholtzii matsushitai Asai, 2001
- Aegus eschscholtzii mizunumai Ichikawa y Fujita, 1985
- Aegus eschscholtzii nakanei Ishikawa y Imanishi, 1976
- Aegus eschscholtzii ogasawarensis Okajima y Kobayashi, 1975

= Aegus eschscholtzii chichijimaensis Hosoguchi, 1999
- Aegus eschscholtzii saitoi Nagai, 2001
- Aegus eschscholtzii subnitidus Waterhouse, 1873

= Aegus eschscholtzii asaii Murayama, 2005
= Aegus eschscholtzii doii Fujita, 2002
- Aegus eschscholtzii tamanukii Ishikawa y Imanishi, 1976
- Aegus eschscholtzii taurulus Didier, 1928

## Distribución geográfica
Se encuentra distribuida en Asia Oriental desde la isla de Honshu (Japón) y China, hasta Java y Borneo (Indonesia). Y en occidente desde Darjeeling, en la India.
La mayor biodiversidad se encuentra en Japón, donde habitan las subespecies Aegus eschscholtzii abei, Aegus eschscholtzii fujitai, Aegus eschscholtzii ishigakiensis, Aegus eschscholtzii matsushitai, Aegus eschscholtzii mizunumai, Aegus eschscholtzii nakanei, Aegus eschscholtzii ogasawarensis, Aegus eschscholtzii ogasawarensis, Aegus eschscholtzii subnitidus, Aegus eschscholtzii tamanukii y Aegus eschscholtzii taurulus. La subespecie Aegus eschscholtzii eschscholtzii habita en Tanintharyi, Malasia, Borneo, Sumatra y Java. Aegus eschscholtzii formosae, en Taiwán. Aegus eschscholtzii laevicolle, en Darjeeling, Shen y el territorio chino. Aegus eschscholtzii linealis en Bután, Darjeeling, Tailandia y Laos. Mientras que Aegus eschscholtzii saitoi habita en territorio malayo.